# David Wallechinsky
David Wallechinsky (5 de fevereiro de 1948) é um comentarista esportivo e escritor de livros de referência estadunidense.

## História
Wallechinsky trabalhou como comentarista na cobertura de Jogos Olímpicos para a rede de televisão NBC. Também escreveu vários livros de referência sobre as Olimpíadas e outros temas. Vice-presidente da International Society of Olympic Historians, tem dividido seu tempo entre Santa Mônica, Califórnia e o sul da França.
Com Michael Medved (que posteriormente tornou-se crítico de cinema), Wallechinsky co-escreveu What Really Happened to the Class of '65?, uma série de entrevistas com seus ex-colegas de classe do ensino médio na Palisades High School na Califórnia, dez anos após a formatura. Nos anos 1980, Wallechinsky escreveu uma continuação Midterm Report: The Class of '65: Chronicles of an American Generation.
Embora seja filho do escritor Irving Wallace, David mudou seu sobrenome ao realizar uma pesquisa genealógica sobre sua família e descobrir que o sobrenome original da mesma era Wallechinsky, anglicizado para "Wallace" por um funcionário da Imigração. Ele ficou tão irritado com isso que mudou legalmente seu nome para "David Wallechinsky."
Nos últimos anos, Wallechinsky também tem organizado a lista "The World’s 10 Worst Dictators" para a revista Parade.

## Obras
- The Complete Book of the Summer Olympics (série)
- The Complete Book of the Winter Olympics (série)
- The People's Almanac (série)
- The Book of Lists (série)